# Productivité secondaire
La productivité secondaire est définie comme le taux auquel les consommateurs d'un écosystème (herbivores, carnivores) convertissent l'énergie chimique de leur nourriture en leur propre biomasse.
Au sein d'une chaine alimentaire, la productivité décline fortement à chaque transfert d'énergie entre les différents niveaux de la hiérarchie trophique, principalement du fait de la dissipation d'une partie de l'énergie chimique en chaleur. 
Il en découle logiquement que l'énergie chimique accumulée en biomasse par la productivité primaire n'est pas convertie entièrement en productivité secondaire : les processus d'alimentation et de digestion ne sont pas efficaces à 100 %.  
On définit alors le rendement  écologique (efficience) entre deux niveaux trophiques comme le rapport entre la productivité nette du niveau supérieur et celle du niveau inférieur. 
L'efficience est d'environ 10 % (part de l'énergie réellement convertie en biomasse lors du transfert). Selon l’écosystème, on estime que les variations vont de 5 % à 20 %. On appelle producteur secondaire un être vivant qui fabrique sa matière organique à partir de la matière organique produite par d'autres êtres vivants .

## Source
- Précis d'écologie, Roger Dajoz, 2006  (ISBN 978-2100496273)